# Осиновка (приток Медведицы)
Осиновка — река, левый приток Медведицы, протекает по территории Аткарского района Саратовской области России. Длина реки — 24 км, площадь водосборного бассейна — 143 км².

## Описание
Осиновка вытекает из пруда на высоте 231 м над уровнем моря около юго-восточной окраины села Большая Осиновка. Генеральным направлением течения реки является запад. К западу от села Новая Осиновка теряется в озёрах левобережья Медведицы на высоте 145 м над уровнем моря.

## Данные водного реестра
По данным государственного водного реестра России относится к Донскому бассейновому округу, водохозяйственный участок реки — Медведица от истока до впадения реки Терса, речной подбассейн реки — Дон между впадением Хопра и Северского Донца. Речной бассейн реки — Дон (российская часть бассейна).
Код объекта в государственном водном реестре — 05010300112107000008122.